# Diomedea antipodensis
Diomedea antipodensis е вид птица от семейство Албатросови (Diomedeidae). Видът е световно застрашен, със статут Уязвим.

## Разпространение
Видът е разпространен в Австралия, Нова Зеландия, Норфолк и Чили.